# Gaszyn

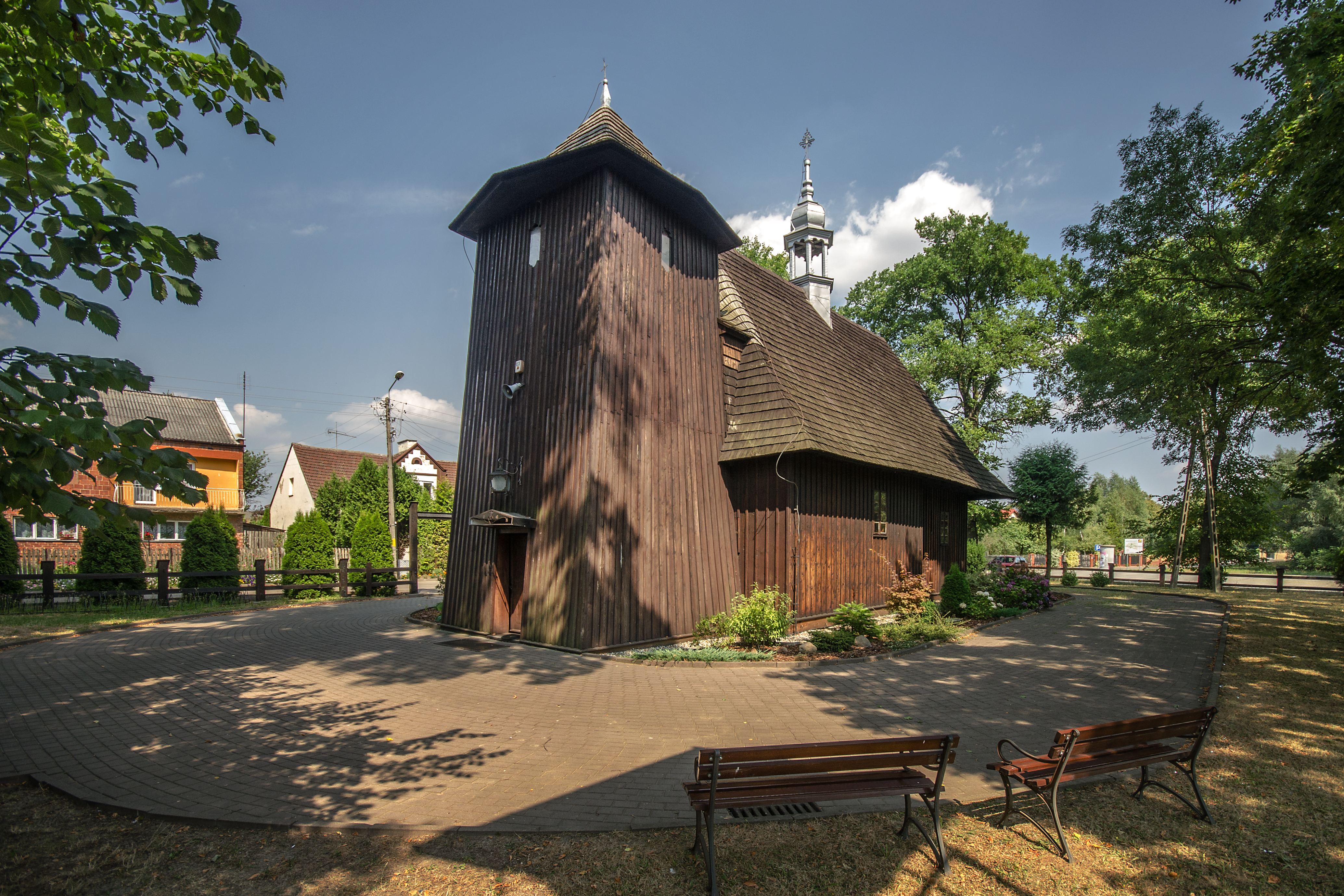
Kościół pw. NMP: widok od frontu

Gaszyn – wieś w Polsce położona w województwie łódzkim, w powiecie wieluńskim, w gminie Wieluń.

## Położenie
Wieś leży przy drodze krajowej nr 45 z Kluczborka do Wielunia, 3 km od Wielunia.

## Historia
Miejscowość historycznie należy do ziemi wieluńskiej. Ma metrykę średniowieczną i istnieje co najmniej od XIV wieku. Wymieniona w dokumentach zapisanych po łacinie w 1323 pod nazwami „Gazyn, Guszyno, Gaschino, Gasin” .
Wieś została odnotowana w historycznych dokumentach prawnych i podatkowych. W 1498 miejscowość leżała w dystrykcie wieluńskim (łac. distr. Viel.). W 1520 należała do parafii wieluńskiej. W latach 1511–1513 we wsi odnotowano pół łana. W 1518 miała 3 łany powierzchni. W 1552 w Gaszynie gospodarowało 19 kmieci. We wsi stały także 2 młyny z czego jeden opustoszały. Z nazwiska wymieniono dwóch właścicieli J. i W. Golskich, którzy mieli jeden łan. W 1553 odnotowano Wierzchlejskich posiadaczy 3 łanów. W 1520 wspomniano 2 łany dziekana wieluńskiego, a także pobór czynszu po 30 groszy. We wsi gospodarowali wówczas również zagrodnicy .
Z Gaszyna wywodziła się zasłużona dla Śląska rodzina Gaszynów h. Berszten II. Sprowadzili oni na górę św. Anny reformatów i zbudowali dla nich obiekty sakralne. W kępie starych drzew, nad strugą stoi prawie niewidoczny z szosy kościół NMP. Świątynia drewniana typu wieluńskiego, zbudowana w XVI wieku, konstrukcji zrębowej, nakryta wysokim gontowym dachem z sygnaturką. Do fasady kościoła przylega wieża dzwonna konstrukcji słupowej. Większość wyposażenia jest z okresu baroku. Ołtarz główny późnorenesansowy z 1 poł. XVII w. Blacha trumienna z 1672 r. Jakuba Gaszyńskiego.
W latach 1954–1959 wieś należała i była siedzibą władz gromady Gaszyn, po jej zniesieniu w gromadzie Ruda. W latach 1975–1998 miejscowość administracyjnie należała do województwa sieradzkiego. W 2014 roku Gaszyn miał 918 mieszkańców.
W 2020 wieś zasłynęła z akcji internetowej nazwanej #GaszynChallenge rozpoczętą przez Marcina Topora, druha tamtejszej Ochotniczej Straży Pożarnej. Zainspirowany chęcią noszenia pomocy dla chorego na SMA Wojtka Howisa mieszkającego w znajdujących się niedaleko Galewicach stworzył wyzwanie, które wkrótce obiegło sieć. Akcja polegała na zrobieniu dziesięciu pompek, wpłaceniu minimum 5 złotych na konto Wojtka i wstawieniu na media społecznościowe filmiku, który potwierdzał wykonanie zadania. Należało nominować kolejne osoby, aby również podjęły się wyzwania i w ten sposób akcja stawała się coraz bardziej znana. Tylko dzięki #GaszynChallenge udało się zebrać 1 052 682 zł, które umożliwiły rodzicom Wojtka uzbieranie całej kwoty na zakup leku. 

## Zabytki
Według rejestru zabytków Narodowego Instytutu Dziedzictwa na listę zabytków wpisany jest obiekt:
- kościół parafialny pw. Najświętszej Marii Panny, drewniany, pocz. XVI w., nr rej.: 937/118/A – Kl.IV-680/835/67

## Części wsi
| SIMC    | Nazwa   | Rodzaj    |
| ------- | ------- | --------- |
| 0717927 | Krajków | część wsi |
| 0717933 | Osice   | część wsi |
| 0717940 | Śliwa   | część wsi |
| 0717956 | Źródła  | część wsi |